# Liste der Bodendenkmale in Michendorf
Die Liste der Bodendenkmale in Michendorf enthält alle Bodendenkmale der brandenburgischen Gemeinde Michendorf und ihrer Ortsteile auf der Grundlage der Landesdenkmalliste vom 31. Dezember 2020.
Die Baudenkmale sind in der Liste der Baudenkmale in Michendorf aufgeführt.
| Gemarkung              | Flur    | Kurzansprache | Bodendenkmalnummer | Bemerkung | Bild |
| ---------------------- | ------- | --- | ------------------ | --- | ---- |
| Fresdorf (Lage)        | 1, 2    | Dorfkern deutsches Mittelalter, Dorfkern Neuzeit                                                                                         | 30399              | |      |
| Fresdorf (Lage)        | 2       | Siedlung slawisches Mittelalter, Siedlung deutsches Mittelalter                                                                          | 30488              | |      |
| Fresdorf (Lage)        | 2       | Siedlung Ur- und Frühgeschichte | 30489              | |      |
| Fresdorf (Lage)        | 2       | Siedlung slawisches Mittelalter, Siedlung deutsches Mittelalter                                                                          | 30490              | |      |
| Fresdorf (Lage)        | 1       | Siedlung Ur- und Frühgeschichte | 30491              | |      |
| Fresdorf (Lage)        | 5       | Siedlung Eisenzeit | 30492              | |      |
| Fresdorf (Lage)        | 2       | Siedlung Ur- und Frühgeschichte, Siedlung Steinzeit                                                                                      | 30493              | |      |
| Langerwisch (Lage)     | 1       | Dorfkern deutsches Mittelalter, Dorfkern Neuzeit                                                                                         | 30400              | |      |
| Langerwisch (Lage)     | 1, 2, 3 | Siedlung deutsches Mittelalter, Dorfkern Neuzeit, Siedlung Neuzeit, Dorfkern deutsches Mittelalter                                       | 30401              | |      |
| Langerwisch (Lage)     | 8       | Siedlung Eisenzeit, Siedlung römische Kaiserzeit, Siedlung Steinzeit                                                                     | 30494              | |      |
| Langerwisch (Lage)     | 8       | Gräberfeld Bronzezeit, Gräberfeld römische Kaiserzeit, Gräberfeld Eisenzeit                                                              | 30495              | |      |
| Langerwisch (Lage)     | 9       | Siedlung Steinzeit | 30496              | |      |
| Langerwisch (Lage)     | 6       | Siedlung Eisenzeit, Siedlung Bronzezeit, Siedlung römische Kaiserzeit, Siedlung Mittelalter                                              | 30497              | |      |
| Langerwisch (Lage)     | 8       | Siedlung Bronzezeit | 30498              | |      |
| Langerwisch (Lage)     | 8, 9    | Siedlung Bronzezeit, Siedlung römische Kaiserzeit, Siedlung Eisenzeit                                                                    | 30499              | |      |
| Langerwisch (Lage)     | 8       | Siedlung Bronzezeit, Siedlung Eisenzeit                                                                                                  | 30500              | |      |
| Langerwisch (Lage)     | 1       | Siedlung deutsches Mittelalter, Siedlung slawisches Mittelalter                                                                          | 30501              | |      |
| Langerwisch (Lage)     | 7       | Rast- und Werkplatz Mesolithikum, Siedlung Bronzezeit, Siedlung römische Kaiserzeit, Siedlung Neolithikum, Siedlung Eisenzeit            | 30502              | |      |
| Michendorf (Lage)      | 1, 3    | Dorfkern deutsches Mittelalter, Dorfkern Neuzeit                                                                                         | 30403              | |      |
| Michendorf (Lage)      | 6       | Siedlung slawisches Mittelalter, Siedlung deutsches Mittelalter                                                                          | 30503              | |      |
| Michendorf (Lage)      | 6       | Siedlung deutsches Mittelalter | 30504              | |      |
| Michendorf (Lage)      | 6       | Siedlung deutsches Mittelalter | 30505              | |      |
| Michendorf (Lage)      | 6       | Mühle Neuzeit | 30506              | |      |
| Stücken (Lage)         | 2, 4    | Dorfkern deutsches Mittelalter, Dorfkern Neuzeit                                                                                         | 30407              | |      |
| Stücken (Lage)         | 4       | Gräberfeld Bronzezeit, Siedlung Eisenzeit, Gräberfeld Eisenzeit, Siedlung römische Kaiserzeit                                            | 30507              | |      |
| Stücken (Lage)         | 6       | Siedlung Bronzezeit | 30508              | |      |
| Stücken (Lage)         | 4       | Siedlung römische Kaiserzeit, Siedlung Eisenzeit, Siedlung Bronzezeit                                                                    | 30509              | |      |
| Stücken (Lage)         | 6       | Siedlung Bronzezeit | 30510              | |      |
| Stücken (Lage)         | 4       | Siedlung slawisches Mittelalter, Siedlung Eisenzeit                                                                                      | 30511              | |      |
| Stücken (Lage)         | 6       | Siedlung Ur- und Frühgeschichte | 30512              | |      |
| Stücken (Lage)         | 5       | Siedlung römische Kaiserzeit, Siedlung slawisches Mittelalter, Siedlung Steinzeit                                                        | 30513              | |      |
| Stücken (Lage)         | 3       | Siedlung deutsches Mittelalter, Siedlung Bronzezeit                                                                                      | 30514              | |      |
| Stücken (Lage)         | 1, 2    | Siedlung deutsches Mittelalter | 30515              | |      |
| Stücken (Lage)         | 6       | Siedlung Bronzezeit | 30516              | |      |
| Stücken (Lage)         | 5       | Siedlung römische Kaiserzeit, Siedlung slawisches Mittelalter                                                                            | 30517              | |      |
| Stücken (Lage)         | 4, 6    | Siedlung Eisenzeit | 30518              | |      |
| Stücken (Lage)         | 6       | Siedlung Steinzeit, Siedlung Ur- und Frühgeschichte                                                                                      | 30519              | |      |
| Stücken (Lage)         | 5       | Siedlung Ur- und Frühgeschichte | 30520              | |      |
| Körzin, Stücken (Lage) | 2, 6    | Siedlung slawisches Mittelalter, Burgwall slawisches Mittelalter                                                                         | 30609              | Der Burgwall Körzin ist ein Burgstall eines slawischen Burgwalls, der der Lage nach eine Niederungsburg war. Er liegt nördlich Körzins am Königsgraben in der Nähe des Blankensees. Man geht davon aus, dass die Wallburg im 9. bis 11. Jahrhundert bestand. Es handelt sich um eine ovale Anlage mit der Abmessungen 85 Meter mal 65 Meter. Da in Zeit ihrer Nutzung der Wasserstand des Blankensees höher lag, war die Umgebung des Burgwalls feucht und moorig. Er war wohl über eine hölzerne Brücke zu erreichen. |      |
| Wildenbruch (Lage)     | 2       | Siedlung deutsches Mittelalter | 30194              | |      |
| Wildenbruch (Lage)     | 1, 2, 3 | Siedlung Neolithikum, Gräberfeld Eisenzeit, Siedlung römische Kaiserzeit, Siedlung Völkerwanderungszeit, Siedlung slawisches Mittelalter | 30371              | |      |
| Wildenbruch (Lage)     | 2       | Dorfkern deutsches Mittelalter, Siedlung deutsches Mittelalter                                                                           | 30402              | |      |
| Wildenbruch (Lage)     | 1       | Gräberfeld Eisenzeit | 30629              | |      |
| Wildenbruch (Lage)     | 2       | Siedlung Ur- und Frühgeschichte | 30630              | |      |
| Wildenbruch (Lage)     | 2       | Siedlung Ur- und Frühgeschichte | 30632              | |      |
| Wildenbruch (Lage)     | 1       | Siedlung Bronzezeit, Siedlung deutsches Mittelalter                                                                                      | 30633              | |      |
| Wildenbruch (Lage)     | 1       | Siedlung Eisenzeit | 30634              | |      |
| Wildenbruch (Lage)     | 2       | Siedlung deutsches Mittelalter | 30635              | |      |
| Wildenbruch (Lage)     | 1       | Gräberfeld Bronzezeit, Gräberfeld Eisenzeit                                                                                              | 30636              | |      |
| Wilhelmshorst (Lage)   | 5       | Siedlung Steinzeit | 30617              | |      |